# Флаг Род-Айленда
Флаг Род-А́йленда (англ. Flag of Rhode Island) — один из государственных символов американского штата Род-Айленд.
Флаг представляет собой белое полотнище с соотношением сторон 29:33 с изображёнными в центре по кругу тринадцатью золотыми пятиконечными звёздами (Род-Айленд вошёл в число первых 13 штатов). В круге расположен золотой якорь, под которым расположена синяя лента с золотой надписью «HOPE» (Надежда). Иногда используется флаг с золотой бахромой по краям.
Современный флаг используется с 1897 года.

## Ссылка
- Закон Род-Айленда: § 42-4-3 Флаг штата
- Флаги мира. Род-Айленд